# Крейвен-Мисливець (Альоша Кравінов)
Альо́ша Кравінов, також відомий як другий Крейвен-Мисливець, — вигаданий персонаж з коміксів американського видавництва Marvel Comics. Він є позашлюбним сином Кравен-Мисливець. Він вперше з'явився на сторінках Spectacular Spider-Man #243 (лютий 1997 року).

## Біографія

### Історія
Колись у Сергія Кравінова (Sergei Kravinoff) був роман із мутанткою Каліпсо (Calipso), незабаром вона народила сина, якого Сергій назвав Олексієм. Пізніше Крейвен, усвідомивши, що зробив помилку, кинув Каліпсо. Він вирішив відправити сина Альошу в саме серце Африки, щоб той ріс один без чиєїсь допомоги. Крейвен один раз все-таки відвідав Альошу, але лише тільки для того, щоб Альоша знав, хто його справжній батько і хто його сім'я.
Через деякий час Альоша, дізнавшись про смерть батька, вирішив виїхати з Африки в Америку, щоб якомога більше дізнатися про Сергія. Пам'ятаючи, як одного разу його батько одягнувся в костюм Крейвена-Мисливця, він вирішив надіти той же костюм, що і його батько.
У першу чергу Альоша вирішив відвідати свого дядька, Дмитра, який також відомий як Хамелеон (Chameleon). Хамелеон прийняв Альошу за свого брата, який повернувся з того світу у вигляді примари. Між ними зав'язалася розмова, в ході якого Хамелеон зрозумів, що це не його брат. Альоша зізнався, що він не той, за кого його прийняв Хамелеон, і розповів йому про те, хто він і навіщо прибув до Америки. Хамелеон розповів йому все, що знав про його сім'ю.
Альоша отруїв Паркера галлюциногенной стрілою і привіз його в маєток свого батька. Після того як Людина-Павук прокинувся, Кравінов пояснив йому мотив своїх дій. Спайді, дізнавшись про це, вирішив розповісти Олексію про битви з його батьком. Несподівано на маєток Кравінов нападає Каліпсо, що бажала помститися Альоші. Злочинниця спалила особняк Кравінових і вбила майже всіх тварин Альоші, крім його лева. Після цього Каліпсо загіпнотизувала героїв і змусила їх битися один з одним, але Людина-Павук зміг звільнитися від чар лиходійки і поранив її. Після своєї поразки Каліпсо просила пощади у Альоші, але у відповідь він жорстоко вбив її.
Пізніше Олексій став найманцем, як і його батько. Він був найнятий Білим Вовком (White Wolf), колишнім начальником охорони Ваканди (Wakanda), щоб захопити в полон Чорну Пантеру (Black Panther). Виконуючи завдання свого наймача, Кравінов напав Т'Чалла . Однак під час битви Чорна Пантера мало не вбила Альошу.
Пізніше Пісочна Людина (Sand Man) запросив Олексія в команду Зловісна Шістка (Sinister Six), щоб почати полювання за Доктором ОКТОПУС (Doctor Octopus) і за сенатором Варда. Едді Брок (Eddie Brock) також бажав вступити в цю команду, але його не прийняли. У люті він почав полювання за кожним з членів Зловісною Шістки, в тому числі і на Альошу. Тоді Кравінов заманив Едді в пастку з вогнем. Веном, серйозно поранивши Альошу, втік. Після цього Крафінов об'єднався зі Стерв'ятником (Vulture) і разом вони організують злочинний дует.

## Голлівуд
З часом Олексій значно змінився, ставши більш м'якше, ніж раніше. Незабаром він почав подорожувати по світу разом зі своїм вовком, Нікелем (Nickel). Під час подорожі Альоша зайшов в один бар, там він познайомився з дотепною дівчиною, яка прагнула стати актрисою, її звали Тімбер Хьюзан (Timber Hughes). Вона сподобалася Альоші, і він вирішив допомогти їй здійснити мрію. Він намагався за допомогою своїх зв'язків забезпечити Тімбер кар'єру. Незабаром Кравінов вийшов на одного режисера на ім'я Нед (Ned), який обіцяв допомогти Хьюзан. Незабаром Нед почав знімати свій фільм з Тімбер в головній ролі. Однак цей фільм став каменем спотикання між Недом і злочинними братами Ротштайн (Rothstein). Під час відпустки герої зазнали нападу братів, під час якого Нед був убитий, а Тімбер зґвалтована. Дізнавшись про це, Олексій зв'язався зі Стерв'ятником і попросив його про допомогу. Коли Кравінов увірвався в офіс до Ротштайнам, ті почали дражнити його, кажучи всякі гидоти про Тімбер. Тоді Альоша сказав, що якщо вони скажуть ще щось, то втратять свої мови. Тим не менш, вони все ж заговорили і втратили свої мови. Після цього Кравінов пішов, а залишився Стервятник, тримаючи ножик в руці, сказав братам: «Вам пощастило з Крейвеном, але я повинен бути впевнений в тому, що ви більше ні з ким не зробите те, що зробили з Тімбер». Після битви Олексій зняв квартиру і став жити разом з Хьюзан і Нікелем. Через деякий час Альошу телепортували в Світ Битв (Battle World) разом з Гравітацією (Gravity) і Веном, де він став піддослідним Потойбічного (Beyounder), що проводив експерименти над людськими бійцями.

## Зоопарк Крейвена
Повернувшись додому, Альоша знову став самим собою, але цього разу він почав експериментувати з сироваткою свого батька, щоб посилити свої надлюдські здібності, які на відміну від Крейвена Мисливця були у нього з народження. Після застосування сироватки Олексій почав сходити з розуму. Для проведення своїх експериментів він побудував, щось на зразок свого зоопарку і заповнив його різними людьми з надлюдськими здібностями, схожими на тварин, наприклад таких як Носоріг (Rhino), Горгулья (Gargoyle), Тигрова Акула (Tiger Shark), Арагорн (Aragorn), Мангуст (Mongoose) та інші. Кравінов надів на своїх в'язнів особливий нашийник з вибухівкою і накачав їх особливим наркотиком, під дією якого вони звіріли. Незабаром цей зоопарк зауважив Каратель (Punisher), який шукав Носорога. Тоді Кастл напав на Олексія, але Крафінов без зусиль здолав його . Після цього Альоша пов'язав Карателя і кинув його в клітку, повільно наповнюються водою. Однак Кастл вибрався з пастки. Тоді Крафінов випустив на волю всіх своїх лиходіїв з клітин, попередньо накачавши їх наркотиками. Поки Каратель, боровся з ув'язненими, Альоша втік .
Пізніше Олексій приєднується до своєї сестри Ганні (Anna) і до своєї мачухи Саші (Sasha) під час їх Темної Полювання (Grim Hunt). Разом з Анною Альоша побив клона Спайді Кейна (Kane), прийнявши його за справжнього Людину- Павука. Після цього Крафінов разом з сестрою напав на Жінку-Павука (Spider-Woman). Однак під час битви прибув справжній Людина-Павук і тоді лиходії були повалені. Після цього Олексій був присутній під час жертвопринесення Метті (Mattie), після якого воскрес його брат Володимир (Vladimir).

## Інші версії

### Людина Павук: Влада
У похмурому майбутньому Людини-павука: Влада, Крейвен постає лідером зловісної шістки